# Apia
Pour les articles homonymes, voir Apia (homonymie).
Apia est une ville du Pacifique et la capitale des Samoa. Elle se situe sur l'île d'Upolu, l'une des deux principales îles de l'archipel. En 2021, la ville comptait 35 974 habitants.

## Géographie
Apia est située sur la côte nord de l’île Upolu, dans un port naturel à l’embouchure de la rivière Vaisigano. Au sud de la ville s’étend une plaine côtière étroite, au pied du mont Vaea qui culmine à 472 m d’altitude. Deux crêtes principales s'étendent vers le sud, de chaque côté de la rivière Vaisigano.

## Histoire

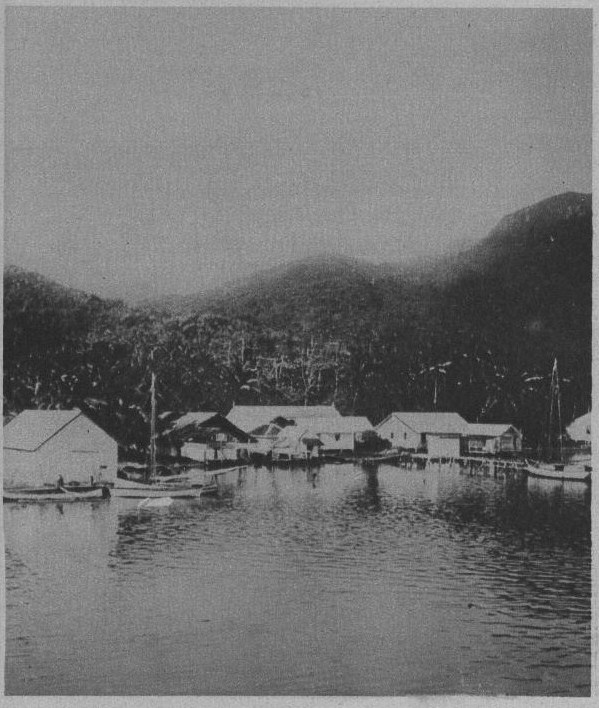
Vue générale d'Apia du début du XXe siècle

Apia trouve son origine dans un petit village  (304 habitants en 1800) d'où la ville actuelle tire son nom.  Le village existe d'ailleurs toujours au sein de la ville moderne qui a grandi et s'est étendue en absorbant d'autres villages. Le village possède toujours son propre chef. 
Fondée officiellement dans les années 1850, elle devient la capitale officielle du pays en 1959. 
Sa baie est le théâtre d'une catastrophe navale le 15 mars 1889, quand sept navires militaires allemands, britanniques et américains refusent de quitter le port à l'approche d'un cyclone tropical. Ils sont tous coulés ou échoués à l'exception du croiseur britannique HMS Calliope, qui parvient avec peine à quitter le port et à échapper à la tempête, et de la corvette de la Kaiserliche Marine, SMS Olga qui, après avoir s'être échoué, est réparée et gagne Matautu. Près de 200 marins perdent la vie ce jour-là et six navires sont perdus.

## Démographie
Apia comptait 37 708 habitants lors du recensement de 2006. Son agglomération regroupait à la même date 60 734 personnes.
Apia est la seule ville et le seul port d’importance de tout le pays. On y trouve l’Université nationale des Samoa, ainsi que le campus samoan de l’université du Pacifique Sud.

## Économie
Polynesian Airlines possède son siège social à Apia, dans le Samoa National Provident Fund Building. Le poisson et le coprah sont les principaux produits d'exportation du pays. Les Samoa importent principalement des produits à base de coton, des véhicules à moteur, de la viande et du sucre.

## Transports
Apia possède un aéroport (Faleolo, code AITA : APW).
Apia possède de loin le port le plus actif des Samoa, qui accueille le trafic maritime international de conteneurs et de produits pétroliers. Il existe des ferries pour les Tokelau et les Samoa américaines au départ d'Apia.

## Monuments

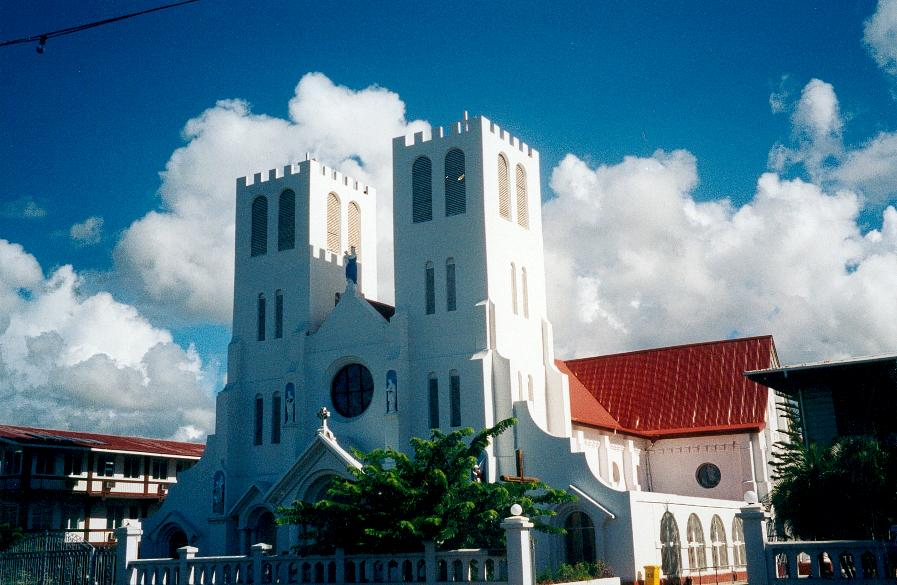
La cathédrale d'Apia.

Mulinu'u, l'ancienne capitale cérémoniale, se situe à l'ouest de la ville. Elle abrite le siège du parlement (Maota Fono) et l'observatoire historique, aujourd'hui bureau du centre météorologique.
La cathédrale d'Apia, catholique, porte le nom de cathédrale de l'Immaculée-Conception-de-Marie.

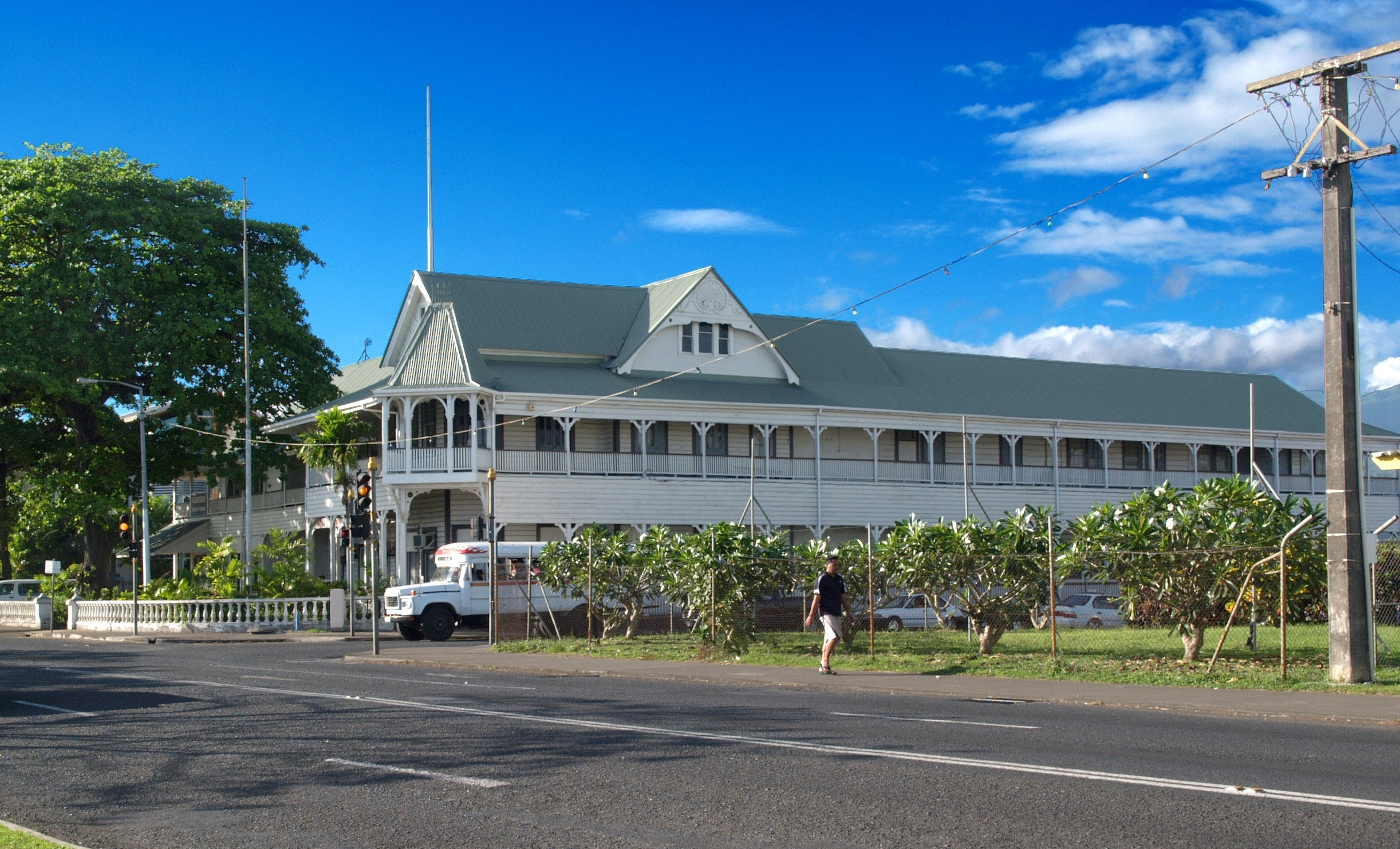
Le palais de justice d'Apia.

À proximité du port, du terrain gagné sur la mer accueille l'administration du pays et la banque centrale des Samoa. Un beffroi, érigé en mémoire de la guerre, marque le centre de la ville. Le nouveau marché (maketi fou) se situe à l'intérieur des terres à Fugalei, où il est quelque peu protégé des effets des cyclones. Apia possède encore quelques bâtiments de bois de l'époque coloniale, notamment le palais de justice, avec un musée à l'étage. De nouvelles infrastructures, liées au développement économique récent, sont actuellement construites dans la ville, notamment des édifices commerciaux. Le bâtiment le plus récent, le DBS building (construit en 2007) accueille la banque de développement des Samoa.
L'écrivain Robert Louis Stevenson passa les quatre dernières années de sa vie à Apia. Il est enterré sur le mont Vaea, dominant la ville et la maison qu'il a construite, Vailima, qui abrite aujourd'hui un musée en son honneur.
Le musée des Samoa se trouve également à Apia.

## Dans la littérature
De nombreuses nouvelles de l'écrivain britannique William Somerset Maugham se déroulent à Apia, ou présentent des intrigues dont les protagonistes sont en chemin vers Apia. Par exemple, Rain, The Pool, Mackintosh, etc.
Une partie du roman Les feuilles de Banian d'Albert Wendt se déroule à Apia, et l'autre au village de Sapepe. 
Le navigateur solitaire Fred Rebell décrit dans son livre Seul sur les flots son escale à Apia en 1932 et évoque la résistance du mouvement Mau à la tutelle néo-zélandaise.

## Personnalité
- James Percy Ault (1881-1929), officier de marine, géophysicien et hydrographe américain, y est mort lors de l’explosion de son navire.